# Everinge
Everinge was een dorp en heerlijkheid op het voormalige eiland Borssele in de Nederlandse provincie Zeeland. Het ging in feite om twee dorpen op verschillende locaties: het eerste dorp (Oud-Everinge) is in de 15e eeuw tijdens een stormvloed verdwenen, het tweede dorp (Nieuw-Everinge) verging in 1530.
Het wapen van de heerlijkheid Everinge is afkomstig van het adellijke geslacht Van Everinge.

## Oud-Everinge
Everinge was onderdeel van het gebied Oost-Borssele, samen met Ellewoutsdijk en Coudorpe. De Oud-Everingepolder zal reeds in de 13e eeuw zijn bedijkt. De parochie zelf wordt voor het eerst vermeld in 1288 en wel in de rekeningen van het kapittel van de Utrechtse Domkerk. De kerk van Everinge had vicarieën voor de heiligen Eligius en Laurentius.
Het dorp is waarschijnlijk in de tweede helft van de 15e eeuw overstroomd en verloren gegaan. Het laatste restant van de Oud-Everingepolder ging in 1509 verloren, maar al in 1510 volgde een herdijking. Bij de Sint-Felixvloed van 1530 ging de polder echter alsnog verloren. Een deel van de polder werd in 1674 opnieuw van dijken voorzien en kreeg toen de naam Watervlietpolder, maar in 1682 ging ook deze weer verloren.
De exacte ligging van het dorp is niet bekend. Het lag ten westen van Ellewoutsdijk en ten zuidwesten van Coudorpe, maar werd geheel verzwolgen door de Honte, de voorloper van de huidige Westerschelde.

## Nieuw-Everinge
In de tweede helft van de 14e eeuw werd aan de oostzijde van Ellewoutsdijk de Nieuw-Everingepolder aangelegd. In deze polder werd door bewoners van Oud-Everinge het dorp Nieuw-Everinge gesticht. Door de Sint-Felixvloed van 1530 overstroomde de polder en het dorp werd ontruimd. In de 17e eeuw werd de kerk buitengedijkt, waarna ook deze verloren ging. De polder zelf had bij diverse stormvloeden te kampen met verder landverlies; de laatste overstroming was tijdens de Watersnoodramp van 1953.

De heerlijkheid Everinge bleef na de ondergang van het dorp overigens voortbestaan. In 1843 stonden er vijf huizen en woonden er 35 personen.